# Гунтрам
Гунтрам I (на немски: Guntram I, Guntchramn, Gunthramn; * 532, най-късно 534, Соасон, Франция; † 28 март 592, Шалон сюр Саон, Франция) е франкски крал на Бургундия от рода на меровингите от 561 до 592 г.

## Живот
Гунтрам е четвъртият от петимата синове на Хлотар I и първата му съпруга Ингунда († ок. 546), дъщеря на Бадерих, крал на Тюрингия (480 – 529), и сестра на Арнегунда, която се омъжва за Хлотар I и ражда Хилперих I. Роден брат е на Хариберт I, Сигиберт I и на Хлотсинд, която ок. 560 г. се омъжва за лангобардския крал Албоин.
След смъртта на баща му през 561 г. Гунтрам и неговите останали живи братя Хариберт I, Сигиберт I и полубрат му Хилперих I си поделят Франкското кралство. Гунтрам получава частта на кралството с резиденцията Орлеан, която след неговата смърт започва да се нарича частично Кралство Бургундия.
След смъртта на Хариберт I тримата братя си поделят през 567 г. неговата територия. Понеже Хилперих не е доволен от своята част скоро след това избухва гражданска война между Хилперих и Сигиберт I. Сигиберт I моли Гунтрам за помощ и той изпраща войска под командването на способния военачалник Мумол († 585), който изгонва войските на Хилперих I от Австразия.
След убийството на Сигиберт I, подтикнато от Фредегунда, съпругата на Хилперих I, през 575 г. се стига до битки между Хилперих I и Гунтрам.
Гунтрам I има четирима сина. След тяхната ранна смърт той осиновява през 577 г. седемгодишния Хилдеберт II, син на Сигиберт I и Брунхилда. След смъртта на Хилперих I през 584 г. неговата съпруга Фредегунда намира при Гунтрам закрила, за да осигури наследството на нейния няколкомесечен син Хлотар II. След това Гунтрам отива в Париж и поема номинално регентството за Хлотар II.
През 585 г. Гунтрам I хваща и убива Гундовалд в Comminges, който твърдял, че е извънбрачен син на Хлотар I и узурпатор през 584 или 585 г. в Аквитания.
Гунтрам ръководи през 585 г. Втория Маконски събор.
Гунтрам умира през 31-вата година на управлението си на 28 март 592 г. и е погребан в църквата „Св. Марцел“ в Шалон сюр Саон, в манастира, който бил построил. Гунтрам е Светия и се чества на 28 март.

## Фамилия
Гунтрам се свързва с три жени:
1-ва: с конкубина (ок. 548); с нея има един син:
- Гундобад

2-ра: ок. 556/561 г. той се жени за Маркатруда, дъщеря на херцог Магнахар, с която има син, който умира ок. 565/566 г. След женитбата си Гунтрам изпраща своя син Гундобад в Орлеан. Там Гундобад е отровен през 565 г. по нареждане на Маркатруда. Маркатруда е изгонена след смъртта на сина си и скоро след това умира.
3-та: през 566 или 567 г. се жени за Аустрегилда (Аустерхилд или Аустрехилде, също наричана Бобила), една слугиня на Маркатруда (* 548, † септември 580). С нея той има двама сина и две дъщери:
- Хлотар (* 567; † 577)
- Хлодомер († 577)
- Хлодеберга († 585/587)
- Хлодихилда – спомената е в договора от Анделот, така тя е била още жива на 28 ноември 587 г.